# Hesperodiaptomus wardi
Hesperodiaptomus wardi är en kräftdjursart som först beskrevs av Arthur Sperry Pearse 1905.  Hesperodiaptomus wardi ingår i släktet Hesperodiaptomus och familjen Diaptomidae. Inga underarter finns listade i Catalogue of Life.